# Mercedes-Benz W 04
La Mercedes-Benz W 04 avec la désignation de vente 12/55 PS Type 320 était un développement ultérieur de la Mercedes-Benz W 03 conçue par Ferdinand Porsche, une voiture de la categorie grande routière.
Un rapport d'essieu arrière plus court (1:5,4 pour la version plaine et 1:5,8 pour la version montagne) était destiné à augmenter l'accélération. De plus, un moteur six cylindres en ligne avec une cylindrée encore augmentée à 3 131 cm³ (alésage 76 mm, course 115 mm) mais avec la même puissance de 55 ch (40 kW) à 3 200 tr/min a été utilisé. Le résultat a été une vitesse de pointe de 100 km/h pour la version plaine et de 95 km/h pour la version montagne. Les roues arrière, qui étaient suspendues à un essieu rigide avec des ressorts à lames semi-elliptiques, étaient entraînées via une boîte de vitesses à quatre rapports. L'essieu avant était également rigide et avait des ressorts à lames semi-elliptiques. La voiture était équipée de freins à câble pour les quatre roues.
Encore une fois, les acheteurs n'ont pas apprécié l'amélioration. Les ventes sont restées à un niveau bas. En 1929, une troisième révision, la Mercedes-Benz W 05, était prévue.

## Chiffres de production W 04
| Année              | 1927 | 1928 | total |
| ------------------ | ---- | ---- | ----- |
| W 04 - 300 (12/55) | 1281 | 1204 | 2485  |
| W 04 - 320 (12/55) | 0    | 202  | 202   |

- Type 320 (W 04) : 202 unités